# Miskolctapolcai strand

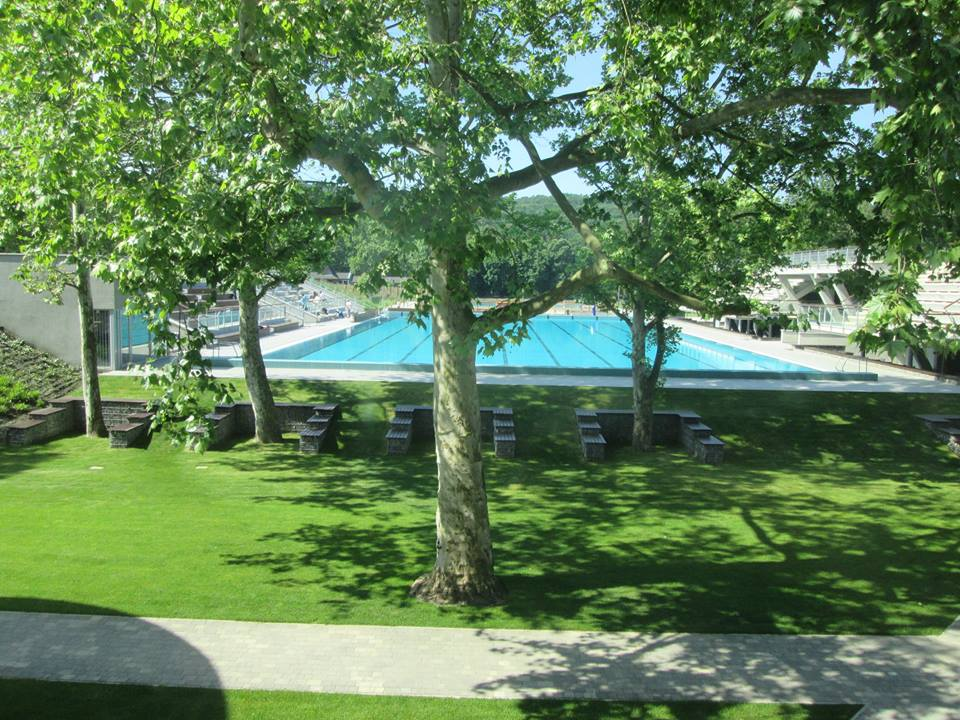
Látkép a wellnessházból

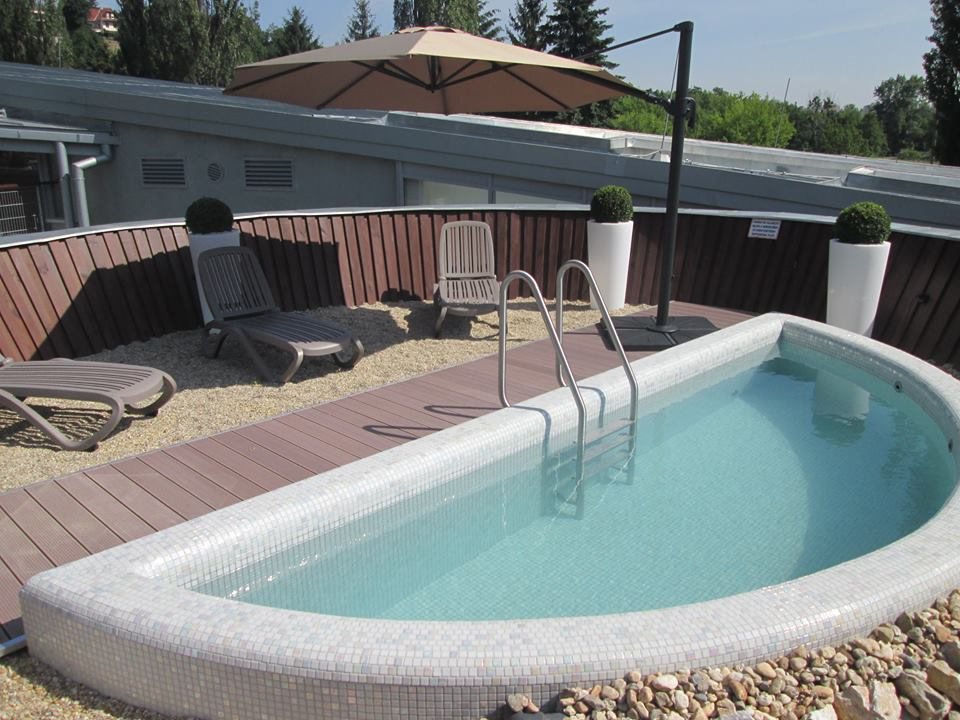
Merülőmedence a szaunakúpon

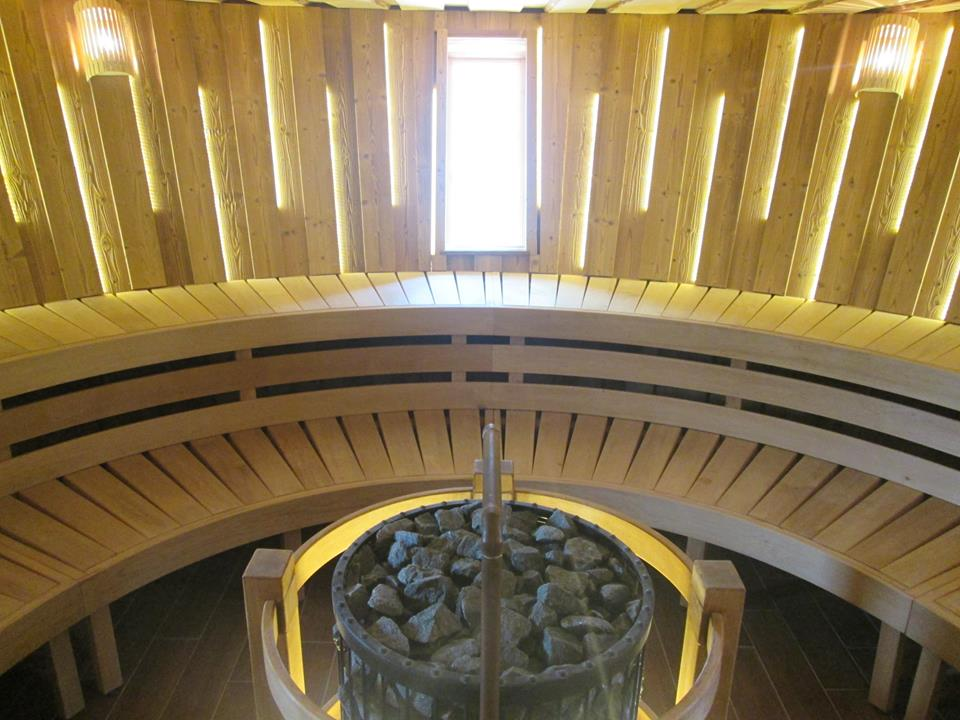
Szauna

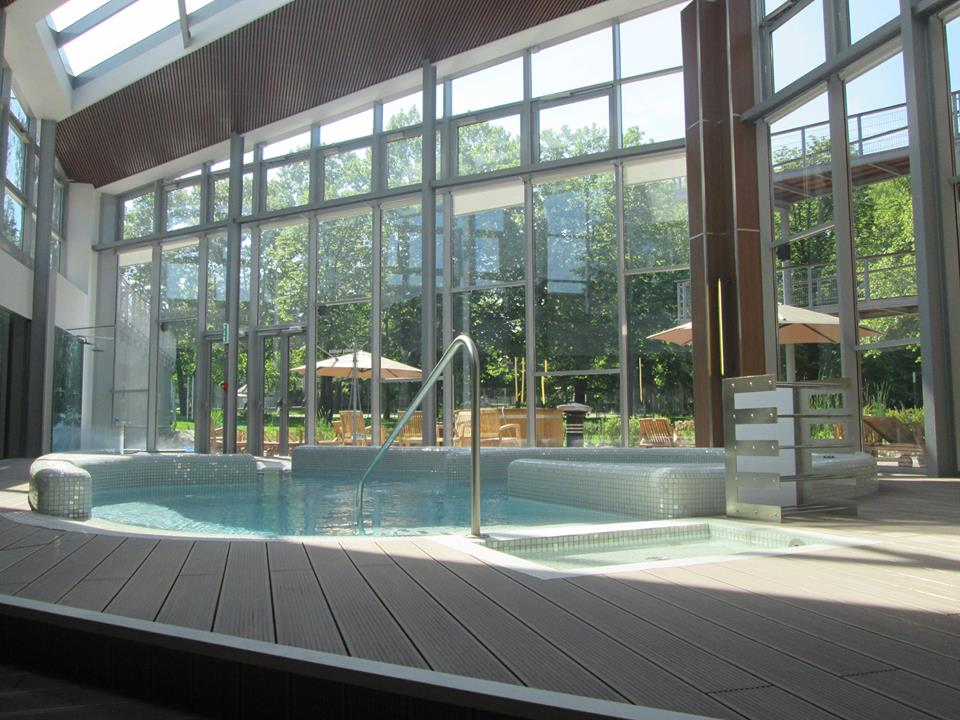
Wellness

Az Ellipsum Élmény- és Strandfürdő – vagy korábban Miskolctapolcai Strandfürdő – Miskolctapolcán található szabadtéri strand. A 2000-es években bezárt, de 2015-ben újra megnyílt, majd 2021-ben újabb, ellipszis alakú épületekkel és különböző szolgáltatásokkal kiegészülve egész évben használható fürdőkomplexummá vált. Nem tévesztendő össze a Barlangfürdővel.
A 2023-as szezonban a Strandfürdőnek a kültéri medencéi üzemelnek, míg a komplexum Élményfürdő része az elvégzett garanciális munkák visszaellenőrzése miatt zárva tart.

## Története
A strandfürdő az 1920-as évek végétől épült ki. Először csak a 100 m-es nagy medence készült el, majd az 1930-as évek végén az 50 m-es úszómedence is. Az 1970-es évek elején elbontott favázas, kitöltő téglafalazatú épületeket Szeghalmy Bálint tervezte; az ő alkotása volt a görögmedencés öltözősüveg is, amelyet Bodonyi Csaba tervezett újra. Az 1980-as évek elején csúszdákkal, sportterekkel egészítették ki a szolgáltatásokat. A tapolcai strandra jellemző volt, hogy meleg nyári hétvégi napokon a látogatói forgalom meghaladta a tízezer főt, amit a városi buszközlekedés csak nehezen tudott kiszolgálni. Az utolsó nagy fejlesztés az 1980-as évek közepén zajlott; az akkor még üzemelő Juno szálló alatti zöldterületre egy önálló gyermekstrandot építettek, melynek területét boltozatos fahíddal kötötték össze a meglévő fürdővel.
A strandot 2004-ben bezárták. Felújításának első üteme 2015-ben fejeződött be. 2015. május 30-án adták át az úszó- és a családi medencét csúszdával, valamint a kapcsolódó wellnessházat. A beruházás második ütemében öt ellipszis alapú épület készült el, amelyekben több mint 5000 négyzetméteren három, korosztályonkénti tematikus fürdőcsarnok, hat beltéri és két kültéri medence, három óriáscsúszda helyezkedik el, emellett számos további vízi attrakció teszi különlegessé a fürdőt. A létesítmény 750 vendéget képes fogadni egyszerre, a vízfelület több mint 1100 négyzetméter. Az öltözők a 2. épület mélyföldszintjén helyezkednek el, zuhanyzókkal mosdókkal. A fogadócsarnok melletti épületben egy akár 500 vendég egyidejű kiszolgálására alkalmas önkiszolgáló étterem található. A Relax csarnokban négy, különböző szolgáltatásokat biztosító beltéri medence van. A Ramazuri nevű csarnokban vannak – egyebek mellett – a dögönyözők és a csúszdák.

## Létesítmények
Strand
- Úszómedence (50 m)
- Családi medence (31°C-os víz, legmélyebb része 130 cm)
- Két röplabdapálya
- Két lábteniszpálya
- Játszótér a családi medence mellett

Fitness-részleg
- Élménymedence jacuzzival
- Masszázsmedence
- Cardio- és erősítő gépek

Ellipsum
- Fogadócsarnok (hall, információs pont)
- Relax épület (sakk-, pezsgő-, wellness-, élmény-, Kültéri ülőmedence)
- Ramazuri csarnok (élménycsúszdák, dögönyözők, nyakzuhany, levegőbuzgárok)
- Liliput csarnok (beltéri gyermekmedence, gyermekcsúszdák)

Vendéglátás
- Ell' Bistro étterem
- Ell’ Cafe kávézó
- Ajándékbolt

## Megközelítése
- A 2-es és 20-as buszokkal
- A legközelebbi parkolóhelyek a Juno szálló felől közelíthetőek meg.
- Miskolc Pass Turisztikai Kártyával egy alkalommal ingyenesen látogatható.